# Franz Euler
Franz Euler (* 18. Dezember 1804 in Worms; † 7. Dezember 1873 ebenda) war ein deutscher Gastronom und im Zeitraum 1852–1856 Bürgermeister der Stadt Worms.

## Leben
Euler, der in seiner Eigenschaft als angesehener Gastronom Inhaber der Wormser Gaststätte „Zum Schwanen“ war, galt als konservativer Katholik. Er trat im Jahr 1852 als Bürgermeister von Worms die Nachfolge seines Amtsvorgängers Ferdinand Eberstadt an. Euler, der aus einer wohlhabenden Gutsbesitzer- und Posthalterfamilie stammt, wurde bereits 1844 in die Wormser Gemeindevertretung gewählt, legte sein Mandat jedoch bereits 1851 vorzeitig nieder. Eine spätere Wahl, die 1852 erfolgte, nahm er jedoch erneut an, nachdem sich der Gemeinderat umformiert hatte, denn mittlerweile setzte sich die Mehrheit des Rates aus konservativen Mitgliedern zusammen. Euler war fortan Bürgermeister von Worms, dieses Amt wurde ihm von der Landesregierung übertragen und durch den Großherzog verliehen.

## Wirken als Bürgermeister
In die Amtszeit von Franz Euler fallen prägende, in die Geschichte der rheinland-pfälzischen Stadt Worms eingegangene Veränderungen, beispielsweise die Eröffnung der für die Stadtentwicklung bedeutsamen Eisenbahnstrecke Mainz–Worms–Ludwigshafen und der Bau des ersten Wormser Bahnhofes. Auch die Gründung des Dombauvereins im Jahr 1856 fällt in seine Amtszeit. Des Weiteren kam es im selben Jahr zur Gründung eines Vereins, der sich den Bau eines Lutherdenkmals als Ziel gesetzt hatte. Dessen Vorsitzender war der konservative Kommunalpolitiker Johann Friedrich Eich, der des Weiteren unter großer Beachtung und im Beisein des Großherzogs im Jahr 1855 die für die Stadt wichtige Schiffsbrücke über den Rhein errichten und in Betrieb nehmen ließ.

## Nach Eulers Amtszeit
Eulers Veranlassung, sein Amt als Bürgermeister im Jahr 1856 niederzulegen, waren offenbar grundlegende und unüberwindbare Meinungsverschiedenheiten zwischen ihm und Johann Friedrich Eich, der im selben Jahr auch in den Gemeinderat der Stadt Worms gewählt wurde.
Die Suche nach Eulers Nachfolger im Amt gestaltete sich schwierig; ein geeigneter Nachfolger für Euler wurde nicht gefunden, sodass die der Gemeinderat nach den damals geltenden Regeln gezwungen war, sich selbst aufzulösen und somit den Weg für Neuwahlen freizumachen.

## Privates
Gesellschaftlich ist Euler als aktives Mitglied des Wormser Narhalla-Comites in Erscheinung getreten. Er verfügte über sein Testament, dass aus seinem Nachlass der Stadt 200 Gulden zukommen sollen, die zugunsten der Armenkasse verwendet werden sollen. In seinem Testament verfügte er des Weiteren, dass die Verwendung des Geldes ohne Unterschied des religiösen Bekenntnisses der bedürftigen Personen verwendet werden soll.